# SønderjyskE
SønderjyskE (celým názvem Sønderjysk Elitesport) je dánský sportovní klub. Vznikl v roce 2004. Klubové barvy jsou světle modrá a bílá.
Sønderjysk v dánštině znamená jihojutský, z jižního Jutska.
Klub má 3 sportovní divize:
- SønderjyskE Fodbold – fotbalový oddíl
- SønderjyskE Håndbold – házenkářský oddíl, mužský i ženský tým
- SønderjyskE Ishockey – oddíl ledního hokeje